# Sekin

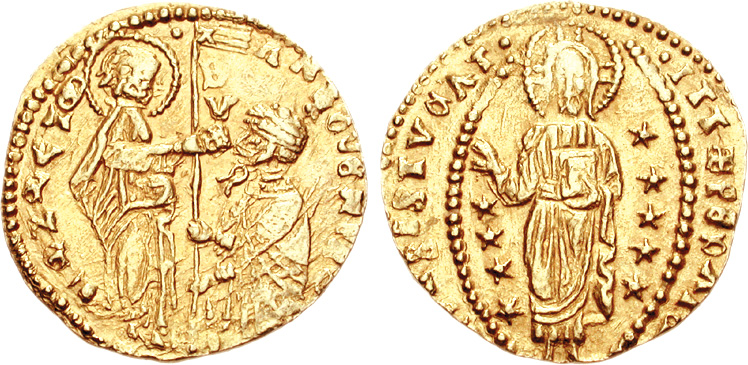
Sekin från Antonio Veniers regeringstid.

Sekin (it. zecchino) är ett italienskt guldmynt på 3.5 gram som började präglas i La Zecca, myntverket i Republiken Venedig 1284. I folkmun kallades den för dukat.